# 山中渓駅
山中渓駅（やまなかだにえき）は、大阪府阪南市山中渓にある、西日本旅客鉄道（JR西日本）阪和線の駅である。駅番号はJR-R50。

## 概要
阪和線の駅では大阪府の最南端に位置している。
和歌山県との府県境となる和泉山脈の雄ノ山峠を越えることもあり、南隣の紀伊駅と当駅の駅間距離は阪和線では最も長い8.1kmとなっている。

## 歴史
- 1930年（昭和5年）6月16日：阪和電気鉄道の和泉府中駅 - 阪和東和歌山駅（現在の和歌山駅）間延伸により開業[1]。
- 1940年（昭和15年）12月1日：阪和電気鉄道が南海鉄道に吸収合併され、南海山手線の駅となる[2]。
- 1944年（昭和19年）5月1日：戦時買収により国有化され、運輸通信省（国鉄）阪和線の駅となる[2]。
- 1961年（昭和36年）10月1日：貨物の取り扱いが廃止[1]。
- 1972年（昭和47年）4月1日：荷物扱い廃止[1]。
- 1985年（昭和60年）3月14日：無人駅化[3]（簡易委託化）[4]。
- 1987年（昭和62年）4月1日：国鉄分割民営化により、西日本旅客鉄道（JR西日本）の駅となる[2]。
- 1993年（平成5年）7月1日：阪和線運行管理システム（初代）導入。
- 1998年（平成10年）6月25日：自動改札機を設置し、供用開始[5]。
- 2003年（平成15年）11月1日：ICカード「ICOCA」の利用が可能となる[6]。
- 2007年（平成19年）4月1日：簡易委託解除により、完全に無人駅となる。
- 2013年（平成25年）9月28日：阪和線運行管理システムを2代目のものに更新。
- 2018年（平成30年）3月17日：駅ナンバリングが導入。
- 2022年（令和4年）4月27日：新駅舎の供用開始[7]。

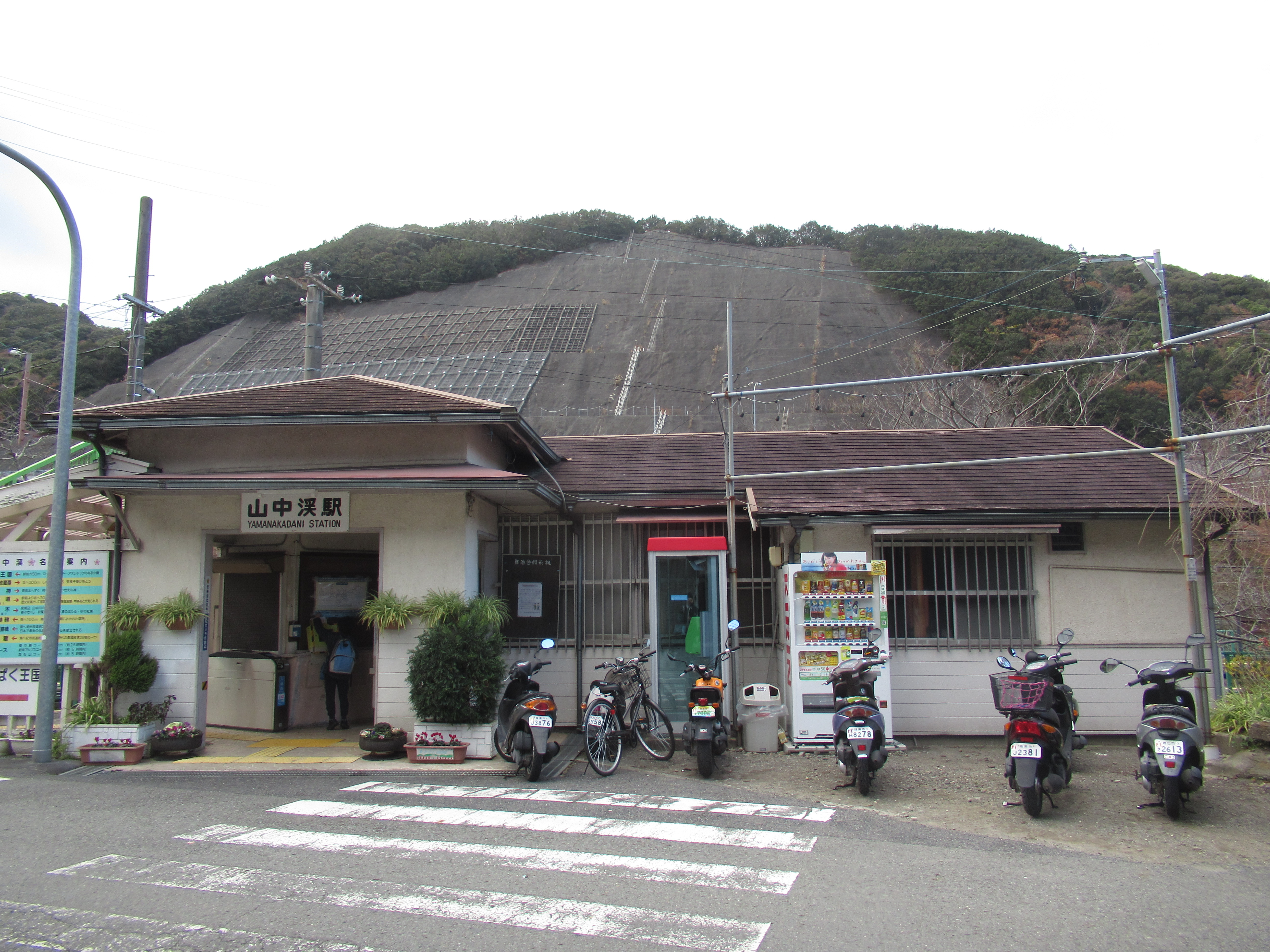
旧駅舎（2018年12月）
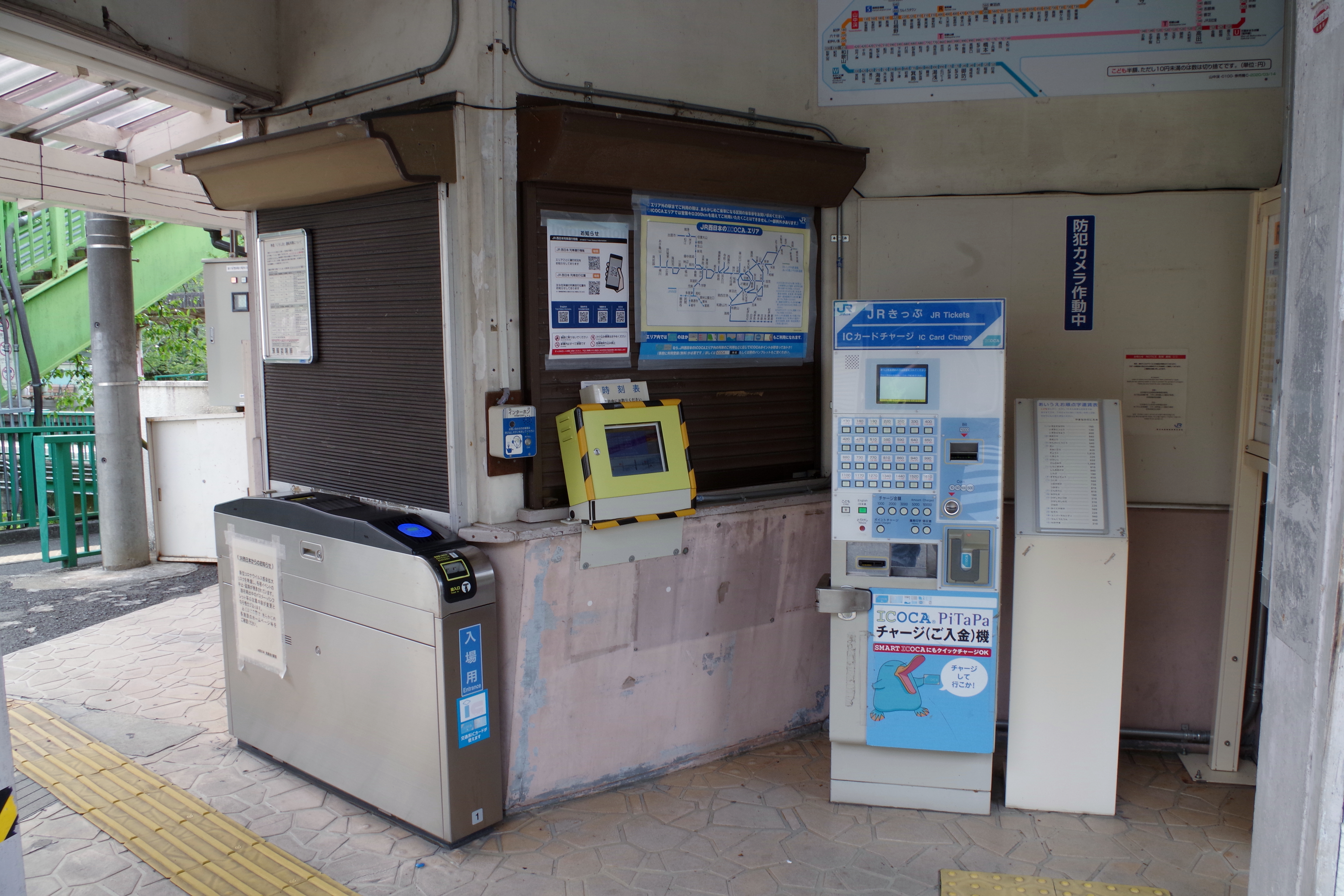
旧駅舎の改札口（2020年6月）
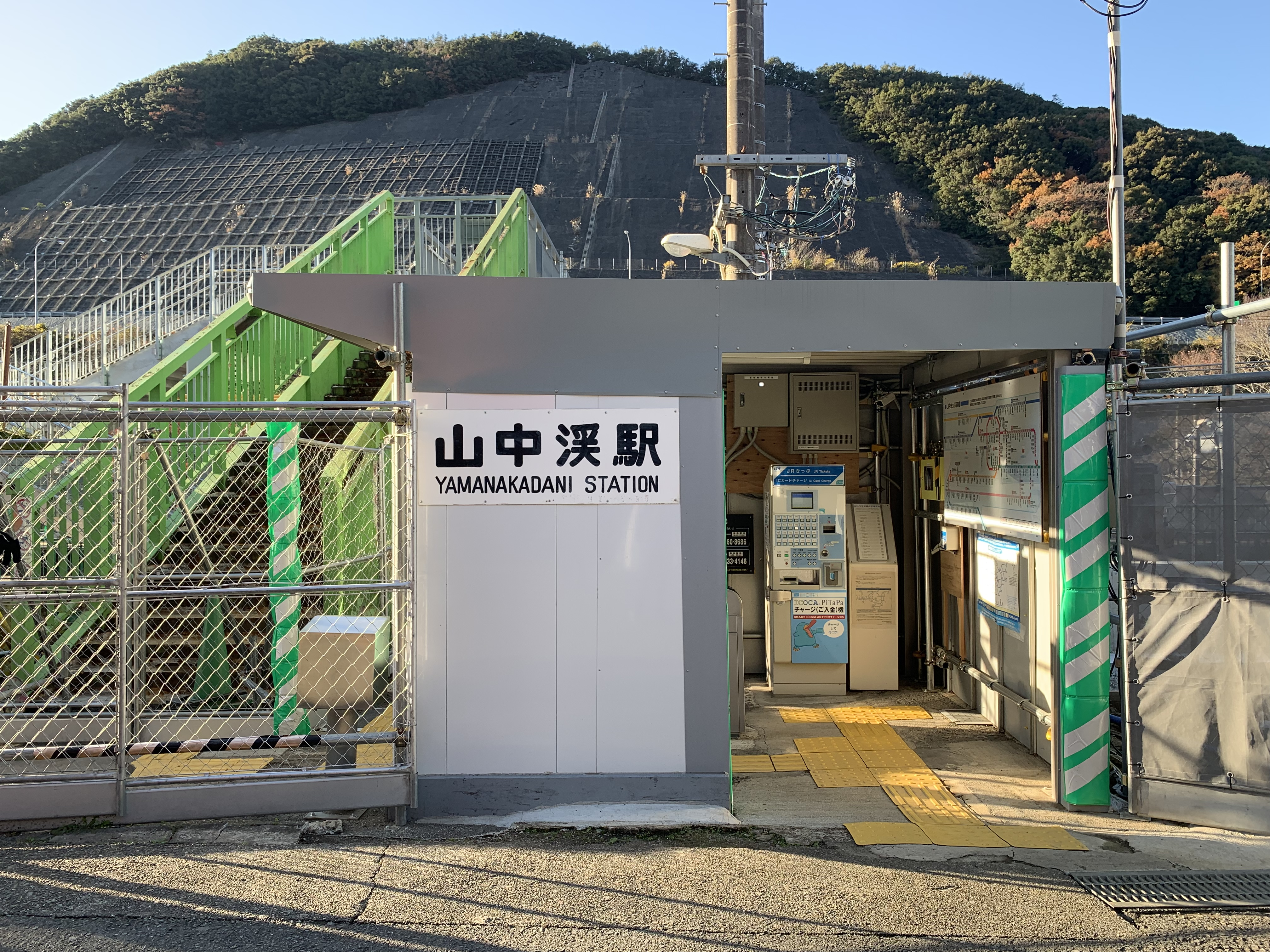
仮駅舎（2021年12月）

## 駅構造
相対式ホーム2面2線を有する地上駅で、分岐器や絶対信号機がない停留所に分類される。有効長は6両編成分。ホーム間は屋根なし跨線橋で結ばれる。
和泉砂川駅が管理している無人駅である。簡易型自動改札機が設置されており、ICOCAを利用することができる。
新駅舎が2022年4月27日から使用されており、トイレは改札外に設置されている。

### のりば
| のりば | 路線   | 方向 | 行先                         |
| ------ | ------ | ---- | ---------------------------- |
| 1      | 阪和線 | 上り | 日根野・天王寺・関西空港方面 |
| 2      | 阪和線 | 下り | 紀伊・和歌山方面             |

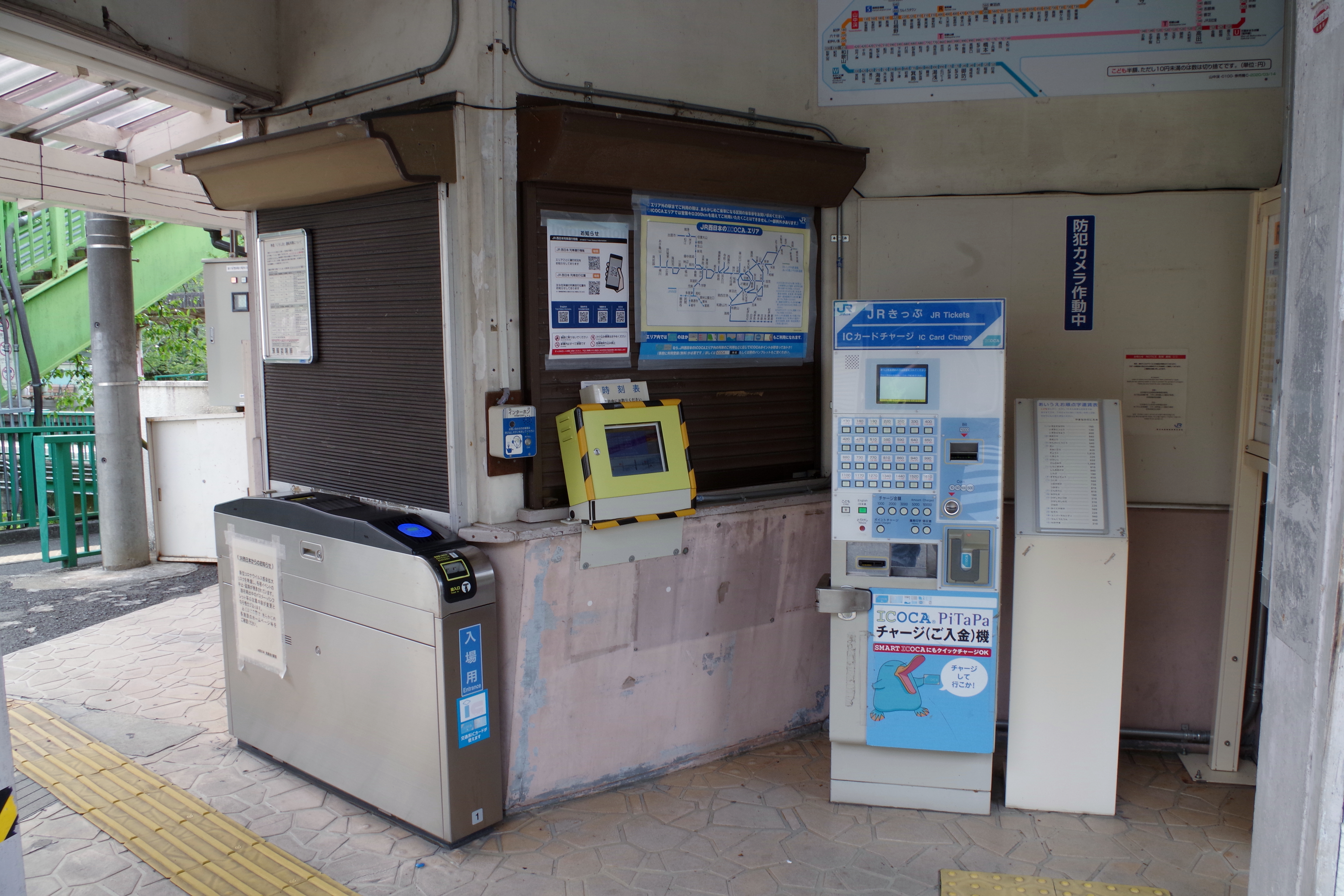
旧駅舎の改札口（2020年6月）
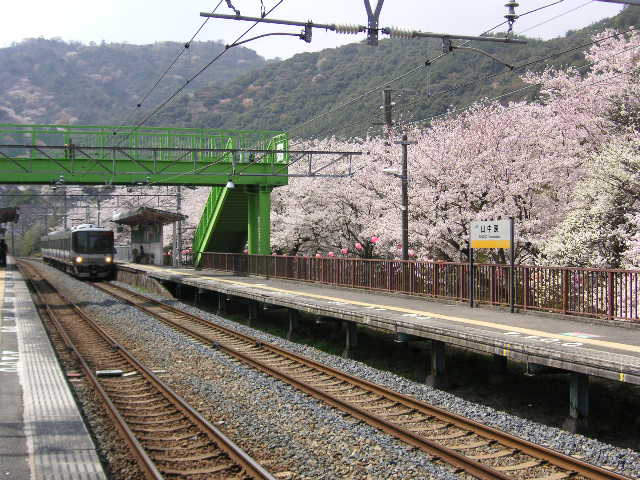
ホーム（2006年4月）

## 利用状況
2023年（令和5年）度の一日平均乗車人員は149人。阪和線の駅として、また大阪府内のJR全駅で最少である。
各年度の1日の平均乗車人員は以下の通りである。
| 年度               | 1日平均 乗車人員 | 出典          |
| ------------------ | ---------------- | ------------- |
| 1988年（昭和63年） | 267              | [ 大阪府 1 ]  |
| 1989年（平成元年） | 250              | [ 大阪府 1 ]  |
| 1990年（平成02年） | 252              | [ 大阪府 2 ]  |
| 1991年（平成03年） | 253              | [ 大阪府 3 ]  |
| 1992年（平成04年） | 248              | [ 大阪府 4 ]  |
| 1993年（平成05年） | 238              | [ 大阪府 5 ]  |
| 1994年（平成06年） | 240              | [ 大阪府 6 ]  |
| 1995年（平成07年） | 280              | [ 大阪府 7 ]  |
| 1996年（平成08年） | 292              | [ 大阪府 8 ]  |
| 1997年（平成09年） | 275              | [ 大阪府 9 ]  |
| 1998年（平成10年） | 268              | [ 大阪府 10 ] |
| 1999年（平成11年） | 260              | [ 大阪府 11 ] |
| 2000年（平成12年） | 251              | [ 大阪府 12 ] |
| 2001年（平成13年） | 251              | [ 大阪府 13 ] |
| 2002年（平成14年） | 233              | [ 大阪府 14 ] |
| 2003年（平成15年） | 229              | [ 大阪府 15 ] |
| 2004年（平成16年） | 199              | [ 大阪府 16 ] |
| 2005年（平成17年） | 197              | [ 大阪府 17 ] |
| 2006年（平成18年） | 188              | [ 大阪府 18 ] |
| 2007年（平成19年） | 184              | [ 大阪府 19 ] |
| 2008年（平成20年） | 174              | [ 大阪府 20 ] |
| 2009年（平成21年） | 176              | [ 大阪府 21 ] |
| 2010年（平成22年） | 190              | [ 大阪府 22 ] |
| 2011年（平成23年） | 198              | [ 大阪府 23 ] |
| 2012年（平成24年） | 190              | [ 大阪府 24 ] |
| 2013年（平成25年） | 189              | [ 大阪府 25 ] |
| 2014年（平成26年） | 181              | [ 大阪府 26 ] |
| 2015年（平成27年） | 186              | [ 大阪府 27 ] |
| 2016年（平成28年） | 192              | [ 大阪府 28 ] |
| 2017年（平成29年） | 196              | [ 大阪府 29 ] |
| 2018年（平成30年） | 177              | [ 大阪府 30 ] |
| 2019年（令和元年） | 179              | [ 大阪府 31 ] |
| 2020年（令和02年） | 141              | [ 大阪府 32 ] |
| 2021年（令和03年） | 133              | [ 大阪府 33 ] |
| 2022年（令和04年） | 144              | [ 大阪府 34 ] |
| 2023年（令和05年） | 149              | [ 大阪府 35 ] |

## 駅周辺
- 中山王子跡
- 山中神社 - 境内に馬目王子の由来と石碑がある。
- 地福寺 - シダレザクラで知られ、地蔵堂王子が移されたとされる。浄土宗の寺院。
- 雄ノ山峠
- 境橋（日本最後の仇討場跡） - 和歌山市との県境。石碑が建っている。
- 旧山中宿本陣跡 - 阪南市立朝日小学校旧山中分校近く。現在は民家になっている。
- 旧山中関所跡 - 南北朝時代に橋本正高が初めて関所を設けたとされる。江戸時代に廃止。
- 旧田中家住宅（庄屋屋敷） - 山中神社近く。現在も田中家の子孫の住居となっている。
- わんぱく王国
- 山中渓の約1000本の桜（下車徒歩1分）
- 山中渓温泉 - 宿泊・入浴施設は全て廃業している。
- 紀泉アルプス登山口

### バス路線
- 阪南市コミュニティバス（さつき号）
  - 山中渓・桜ヶ丘コース
- かつては南海バス（当時）の路線バス（循環バス）も乗り入れていた。

## 隣の駅
西日本旅客鉄道（JR西日本）
 阪和線
■快速・■直通快速
通過（2011年の日中熊取～和歌山間の紀州路快速各駅停車化以前は、山中渓桜祭りの時期に紀州路快速・快速が、臨時停車していた。）
■紀州路快速（朝の下りの一部は通過）・■区間快速（平日のみ運転）・■普通
和泉鳥取駅 (JR-R49) - 山中渓駅 (JR-R50) - 紀伊駅 (JR-R51)

### 記事本文

### 利用状況
1. ↑  大阪府統計年鑑 - 大阪府

大阪府統計年鑑
1. 1 2  大阪府統計年鑑（平成2年） (PDF)
2. ↑  大阪府統計年鑑（平成3年） (PDF)
3. ↑  大阪府統計年鑑（平成4年） (PDF)
4. ↑  大阪府統計年鑑（平成5年） (PDF)
5. ↑  大阪府統計年鑑（平成6年） (PDF)
6. ↑  大阪府統計年鑑（平成7年） (PDF)
7. ↑  大阪府統計年鑑（平成8年） (PDF)
8. ↑  大阪府統計年鑑（平成9年） (PDF)
9. ↑  大阪府統計年鑑（平成10年） (PDF)
10. ↑  大阪府統計年鑑（平成11年） (PDF)
11. ↑  大阪府統計年鑑（平成12年） (PDF)
12. ↑  大阪府統計年鑑（平成13年） (PDF)
13. ↑  大阪府統計年鑑（平成14年） (PDF)
14. ↑  大阪府統計年鑑（平成15年） (PDF)
15. ↑  大阪府統計年鑑（平成16年） (PDF)
16. ↑  大阪府統計年鑑（平成17年） (PDF)
17. ↑  大阪府統計年鑑（平成18年） (PDF)
18. ↑  大阪府統計年鑑（平成19年） (PDF)
19. ↑  大阪府統計年鑑（平成20年） (PDF)
20. ↑  大阪府統計年鑑（平成21年） (PDF)
21. ↑  大阪府統計年鑑（平成22年） (PDF)
22. ↑  大阪府統計年鑑（平成23年） (PDF)
23. ↑  大阪府統計年鑑（平成24年） (PDF)
24. ↑  大阪府統計年鑑（平成25年） (PDF)
25. ↑  大阪府統計年鑑（平成26年） (PDF)
26. ↑  大阪府統計年鑑（平成27年） (PDF)
27. ↑  大阪府統計年鑑（平成28年） (PDF)
28. ↑  大阪府統計年鑑（平成29年） (PDF)
29. ↑  大阪府統計年鑑（平成30年） (PDF)
30. ↑  大阪府統計年鑑（令和元年） (PDF)
31. ↑  大阪府統計年鑑（令和2年） (PDF)
32. ↑  大阪府統計年鑑（令和3年） (PDF)
33. ↑  大阪府統計年鑑（令和4年） (PDF)
34. ↑  大阪府統計年鑑（令和5年） (PDF)
35. ↑  大阪府統計年鑑（令和6年） (PDF)